# Крапивенка (река, впадает в Селигер)
Крапивенка — река в России, протекает в Осташковском районе Тверской области. Река вытекает из болота у урочища Удельный Мох, течёт на юг, затем на юго-запад, впадает в озеро Селигер. Длина реки составляет 25 км, площадь водосборного бассейна 207 км². Около устья ширина реки — 15 метров, глубина — 0,8 метра.
Высота устья — 205,2 м над уровнем моря.
На реке расположена деревня Крапивня Ждановского сельского поселения.

## Притоки
- Зелёный (слева)[2]
- Андреев (справа)[3]
- Хролов (слева)[3]
- Клетинский (справа)[3]
- Храповец и Угольник (справа)[3]
- Лесная Крапивенка (справа)[3]

## Данные водного реестра
По данным государственного водного реестра России относится к Верхневолжскому бассейновому округу, водохозяйственный участок реки — Волга от Верхневолжского бейшлота до города Зубцов, без реки Вазуза от истока до Зубцовского гидроузла, речной подбассейн реки — бассейны притоков (Верхней) Волги до Рыбинского водохранилища. Речной бассейн реки — (Верхняя) Волга до Куйбышевского водохранилища (без бассейна Оки).
Код объекта в государственном водном реестре — 08010100412110000000472.